# Spulen (Textil)
Spulen ist in der textilen Produktion ein Arbeitsgang, bei dem Garne von einem Träger auf einen anderen gewickelt werden.

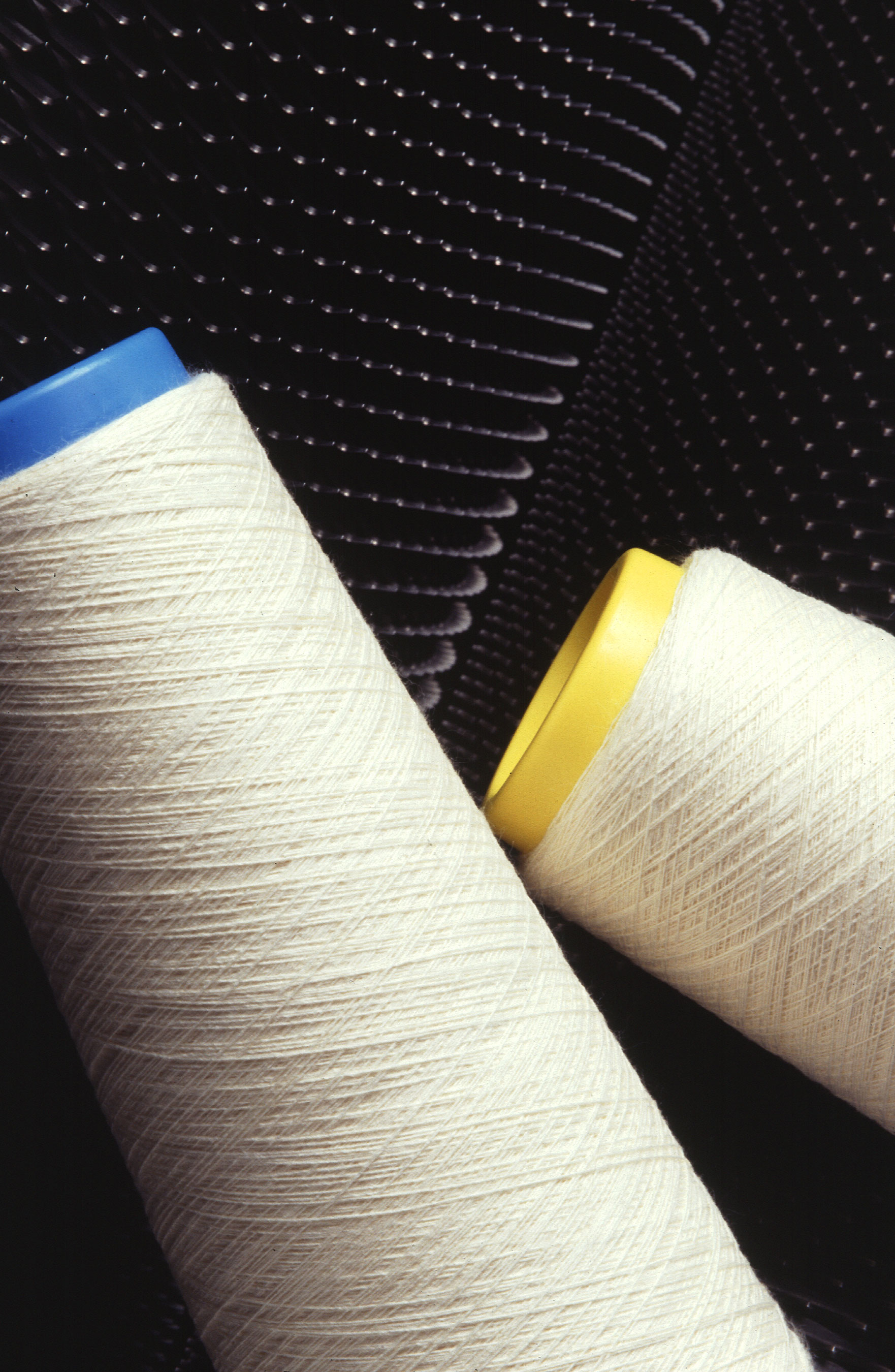
Kreuzwicklung des Garns auf konischen Hülsen

## Garnaufwicklung
Die häufigste Form ist das Umwickeln des Garns von mehreren Kopsen (Garnhülsen) auf eine Hülse mit 5–10 º Konizität für Webereien und Strickereien.
Die Hülse wird durch die Reibung einer Wickelwalze gedreht, einzelne Garnwindungen werden auf die Hülse nicht parallel gelegt, sondern unter einem sich veränderndem Winkel. Auf diese Weise überquert jede folgende Schicht die gelegten Fäden und es entsteht eine so genannte Kreuzspule. Dieses Wickelverfahren wird auch in der Elektrotechnik bei der Herstellung von Hochfrequenzspulen verwendet. Vor der Wickelwalze läuft der Faden durch eine Bremsvorrichtung, mit der die Härte der Wickelung reguliert wird. Die Kreuzspule hat dann feste, glatte Kanten, bei einer Hülsenlänge von 150 mm können etwa bis 4 kg Garn aufgewickelt werden.
Seide, Filamente und feine Stapelgarne werden mit einer so genannten Präzisionswicklung gespult, die einen besseren Zusammenhalt der fertigen Spule gewährleistet. Hier verändert sich mit zunehmendem Spulendurchmesser das Verhältnis zwischen Geschwindigkeiten der Wickelwalze und des Fadenführers, wodurch sich der Wickelungswinkel verkleinert und die Spule fester wird.
Für spezielle Zwecke werden auch andere Formen des Aufwickelns benutzt, beispielsweise zylindrische oder kegelförmige Kreuzspulen, Scheibenspulen mit Parallelwicklung usw.

## Zusatzvorrichtungen an der Spulmaschine
Das Spulen ist in der Regel verbunden mit Kontrolle und Beseitigung von Garnfehlern. Diese Funktion erfüllen an neueren Maschinen fast ausschließlich elektronische Reiniger (bis etwa Mitte des 20. Jahrhunderts waren es mechanische Vorrichtungen). Form und Größe der Garnfehler, die entfernt werden sollen, werden am Reiniger eingestellt, entstandene Fadenbrüche werden automatisch durch eine angeschlossene Knotvorrichtung beseitigt. Knoter werden immer häufiger durch Spleißer ersetzt (eine Spleißstelle ist im Vergleich zum Knoten kaum sichtbar).
Einige Garne (insbesondere für Maschenware) werden beim Spulen paraffiniert. Zu dem Zweck wird von einer Scheibe Wachs auf den laufenden Faden aufgetragen.

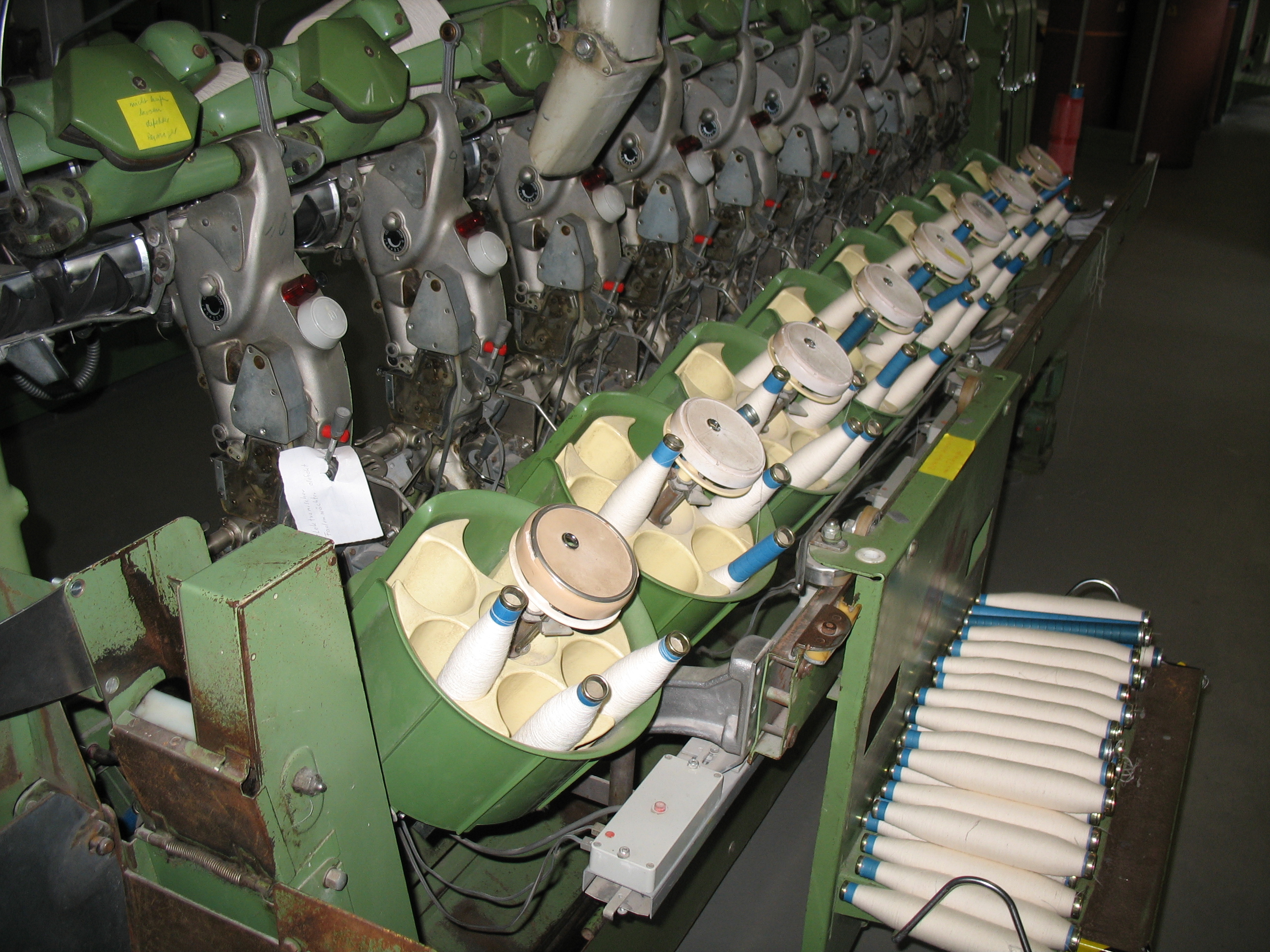
Halbautomatische Spulmaschine (Baujahr etwa 1975)

## Automatisierung der Spulerei
Spulmaschinen werden je nach Verwendungszweck in vielen Variationen und mit unterschiedlicher Ausstattung gebaut. Zum Beispiel werden in kleinen Partien gefärbte Effektgarne an einfachen Vorrichtungen mit einem hohen Anteil an manueller Arbeit gespult.
Dagegen verwendet man für die Massenproduktion von Baumwoll- und Mischgarnen vollautomatisierte Spulmaschinen, die mit Ringspinnmaschinen ein Aggregat bilden. Der (ehemalige) Spuler kontrolliert hier nur die Maschine und transportiert fertige Kreuzspulen zur Weiterverarbeitung.

## Verwandte Produktionsverfahren
Ähnlich wie Spulmaschinen funktionieren etwa
- Knäuelwickler (für Handstrickgarne)[4] oder
- Haspelmaschinen (Strangherstellung für die Garnfärberei- oder Bleicherei)[5]